# A Revolução de 1383/1385 (RTP1)
A Revolução de 1383/1385 foi uma série de televisão sobre a Crise dinástica de 1383–1385.